# Sa'dah
Sa'dah (en árabe: صَعْدَة‎, romanizado: Ṣaʿda) es la ciudad capital de la gobernación homónima en el noroeste de Yemen, a una altitud de unos 1800 metros. Su población en 2004 se estimó en 51 870. Anteriormente se identificaba con Karna, el reino del antiguo reino de Ma'in, que ahora se sabe que es idéntico al antiguo Qarnawu cerca del moderno Ma'in en la gobernación de Yauf.
Después de la batalla de Sa'dah en 2011, los hutíes tomaron el control de la ciudad.

## Galería

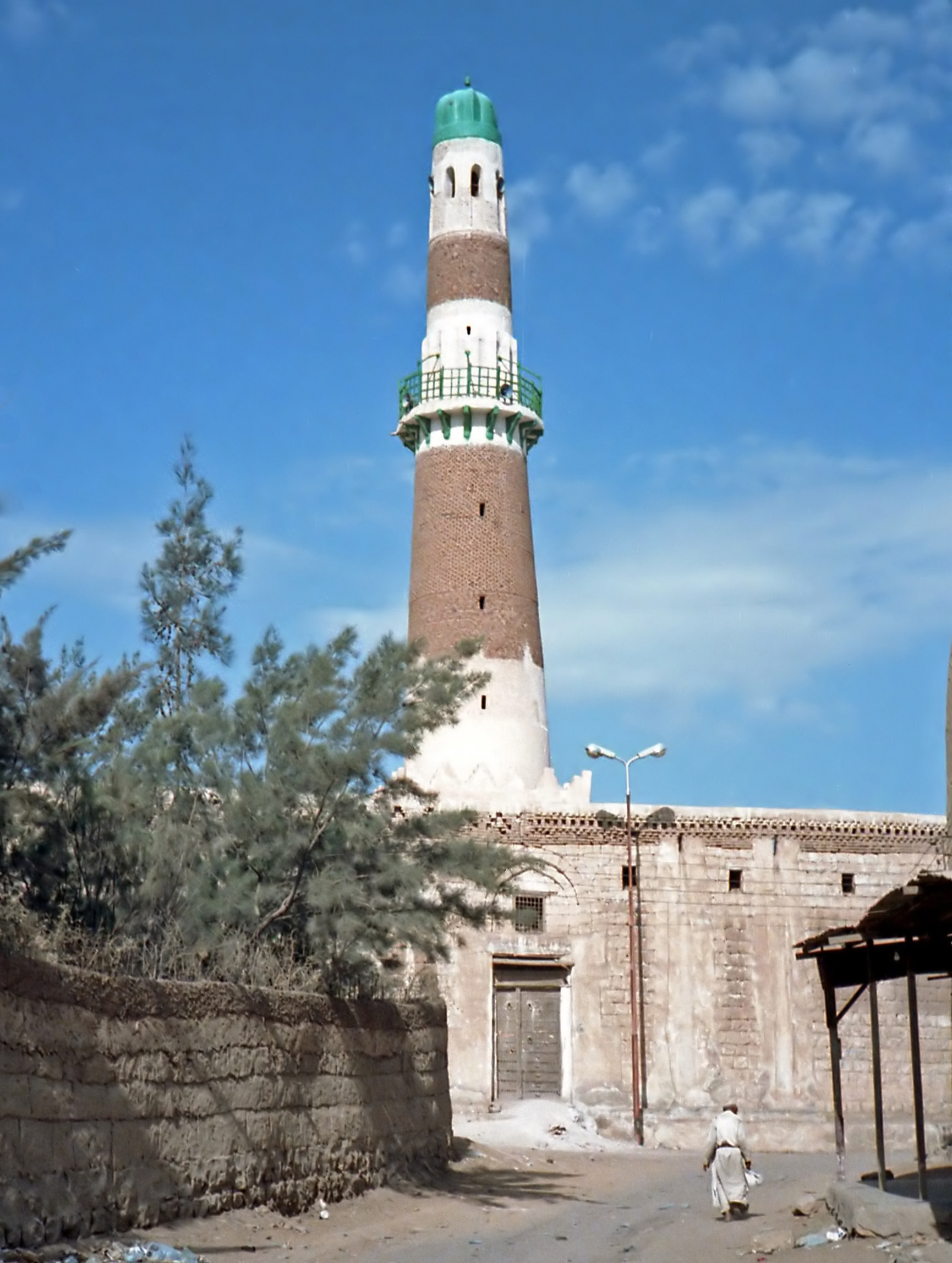
Mezquita Al-Hadi de Sa'dah
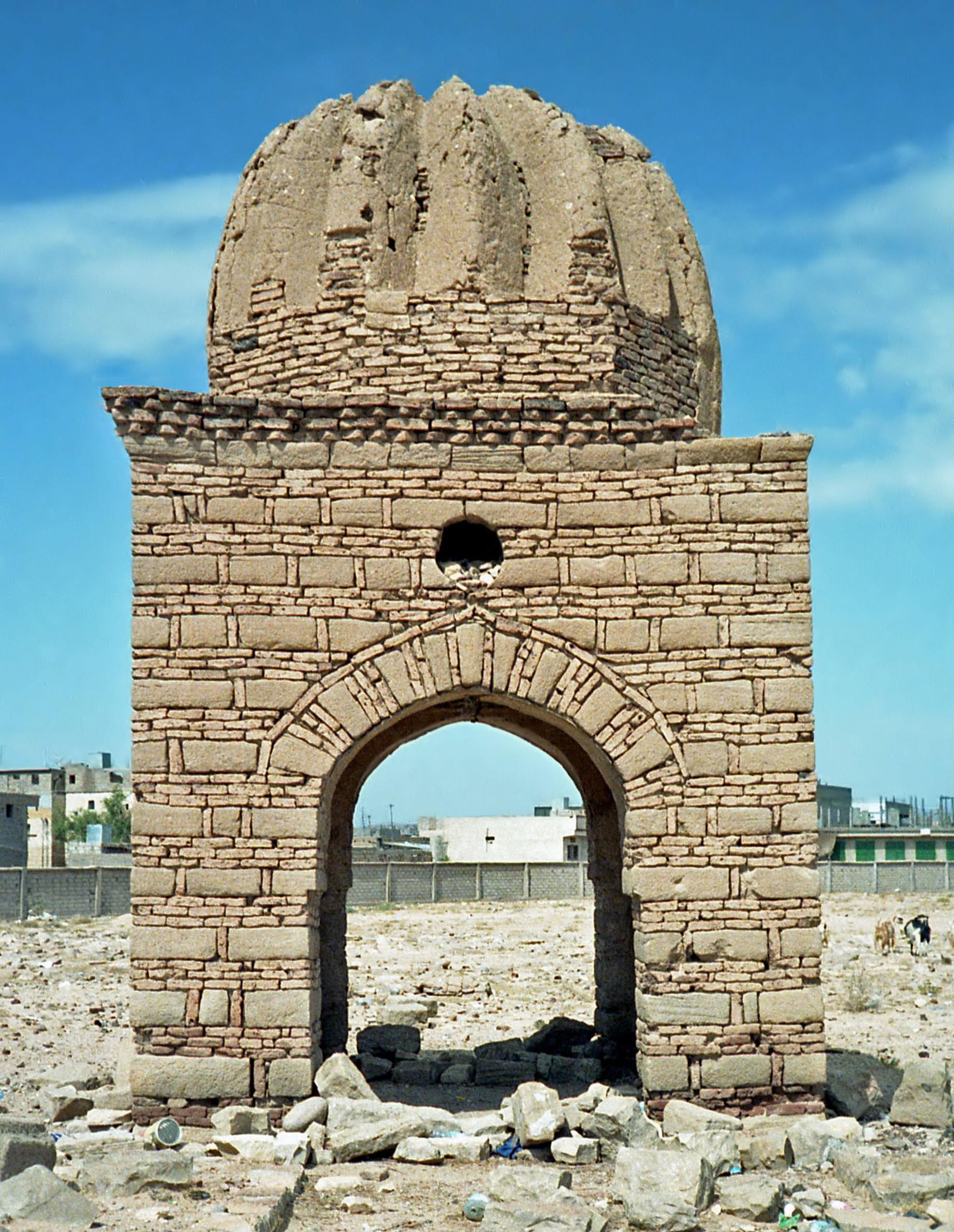
Estructura islámica en Sa'dah